# Breckerfeld
Breckerfeld är en stad i Ennepe-Ruhr-Kreis i det tyska förbundslandet Nordrhein-Westfalen. Breckerfeld, som för första gången nämns i ett dokument från år 1184, har cirka 9 000 invånare.